# Joachim Król
Joachim Król (ur. 17 czerwca 1957 w Herne) – niemiecki aktor pochodzenia polskiego. Studiował teatrologię w Kolonii.

## Wybrana Filmografia
- 1988: Gdzieśkolwiek jest, jeśliś jest... jako Edward, kierowca Castora
- 1993: Zabójcza Maria jako Dieter
- 1994: Mężczyzna, przedmiot pożądania jako Norbert Brommer
- 1998: Biegnij Lola, biegnij jako Norbert von Au
- 2000: Księżniczka i wojownik jako Walter
- 2001: Anna Frank: cała prawda jako Hermann van Pels
- 2010: Henryk IV. Król Nawarry (Henri 4) jako Agrippa d’Aubigné
- 2011: Tom Sawyer i jego przygody (Tom Sawyer) jako Muff Potter
- 2011-2015: Tatort jako komisarz Frank Steier
- 2016: Księga dżungli (The Jungle Book) – dubbing
- 2022: Wunderschön jako Wolfgang "Wolfi" Abeck